# Ребойлер

Схема ректифікації Внизу колони показано ребойлер.

Ребойлер — теплообмінний апарат, який має дві робочі зони — трубний і міжтрубний простір.
Ребойлери використовують в якості підігрівача низу ректифікаційної колони для підтримки процесу ректифікації — більш нагрітий продукт передає своє тепло холодному продукту.
Розрізняють: термосифонний ребойлер, ребойлер з вимушеною циркуляцією.

## Інтернет-ресурси
- Типы и назначение ребойлеров различной конструкции [Архівовано 9 липня 2021 у Wayback Machine.]